# وارگاس (ایالت)
وارگاس (به اسپانیایی: Vargas) یکی از ایالت‌های ۲۳گانهٔ ونزوئلا است که در بخش شمالی این کشور واقع شده‌است. 
مرکز این ایالت، شهر لا گوایرا است.

## نگارخانه

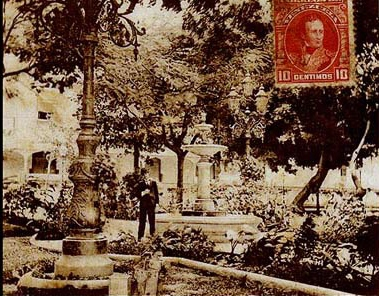
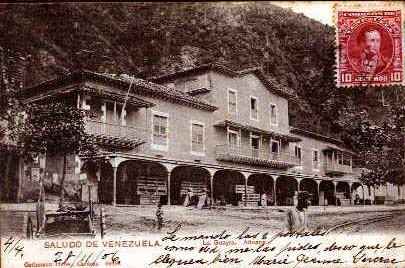
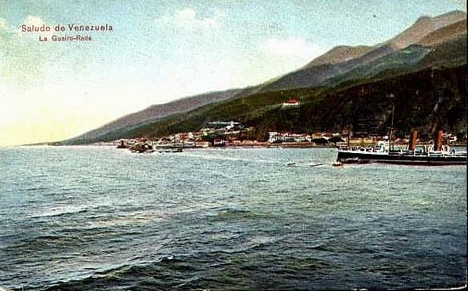
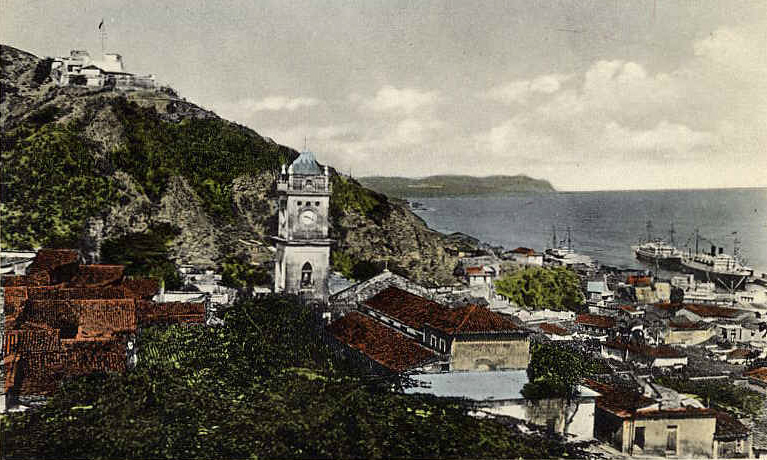
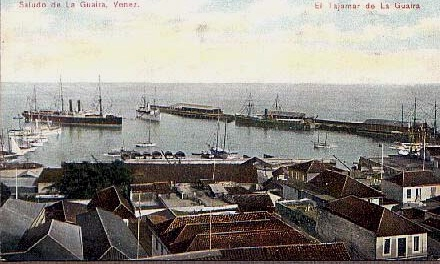
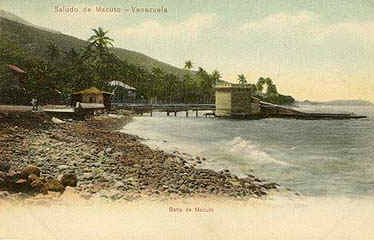
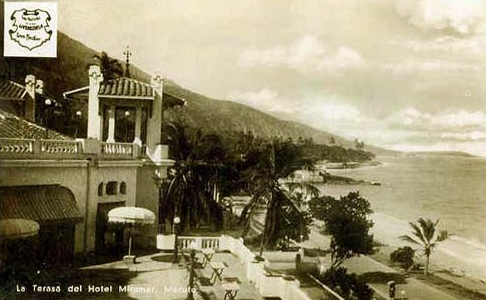

## خصوصیات
وارگاس ۳۳۲٬۹۰۰ نفر جمعیت دارد.